# 张怀忠
张怀忠（1917年—1993年），男，山东荣成人，中华人民共和国军事人物，中国人民解放军少将，曾任第七机械工业部副部长、第一机械工业部副部长。